# 1030-1039
De jaren 1030-1039 (van de christelijke jaartelling) zijn een decennium in de 11e eeuw.

## Belangrijke gebeurtenissen

### Frankrijk
- 1032 : Koning Rudolf III van Bourgondië sterft en de broer van Hendrik, Robert komt in opstand. Keizer Koenraad II komt tussen beide. Robert krijgt het hertogdom Bourgondië en het koninkrijk Arelat wordt een deel van het Heilige Roomse Rijk.
- In 1130 verwoest Willem X van Aquitanië de versterkingen van Châtelaillon, waarna La Rochelle het rijk alleen heeft. In 1137 maakt de hertog La Rochelle tot vrijhaven.

### Heilig Roomse Rijk
- 1033 : Hertog Frederik III van Opper-Lotharingen sterft, Gozelo I van Neder-Lotharingen wordt ook hertog van Opper-Lotharingen. Hij is hierdoor de laatste landsheer die de beide hertogdommen kon verenigen.
- 1039 : Keizer Koenraad II sterft, hij wordt opgevolgd door zijn zoon keizer Hendrik III.

### Iberisch schiereiland
- 1031 : Met de dood van Hisham III in 1031 houdt het kalifaat Córdoba officieel op te bestaan (er wordt geen nieuwe kalief meer aangesteld) en valt het territorium van heel islamitisch Spanje uiteen in 27 kleinere rijkjes: de taifa's. Córdoba zelf wordt een soort republiek met een democratisch tintje.
- 1035 : Ramiro I wordt de eerste heerser van het koninkrijk Aragon.
- 1037 : Ferdinand I van León verenigt León, Castilië en Navarra en neemt de titel van Imperator totius Hispaniae aan.

### Engeland
- 1035 : Knoet de Grote sterft, zijn zoon Harold volgt hem op.
- 1036 : Eduard de Belijder tracht tevergeefs op de Engelse troon te komen. Hij verliest daarbij zijn broer Alfred en moet opnieuw naar Normandië vluchten.
- 1037 : Harold wordt officieel tot koning gekroond.

### Zuid-Italië
- 1030 : Hertog Sergius IV van Napels schenkt aan de Noorman Rainulf Drengot het graafschap Aversa voor zijn bewezen diensten tegen de Byzantijnen.

### Byzantijnse Rijk
- 1034 : Keizer Romanos III Argyros wordt vermoord. Keizerin Zoë Porphyrogenita trouwt met haar minnaar, Michaël IV Paphlagon.

### Azië
- 1037 : Toghrül Beg plundert Ghazni en wordt de leider van de Seltsjoeken.

### Noord-Afrika
- 1034 : Een gezamenlijke vloot van de republiek Pisa en republiek Genua, valt met succes Annaba in Noord-Afrika aan.

## Kunst en cultuur

### Architectuur
- Dom van Speyer

## Heersers

### Europa
- Lage Landen
  - Bergen: Reinier V (1013-1039), Herman (1039-1050)
  - Midden-Friesland: Liudolf van Brunswijk (1006-1038), Bruno II van Brunswijk (1038-1057)
  - West-Frisia: Dirk III (993-1039), Dirk IV (1039-1049)
  - Hamaland: Gozelo I van Verdun (1023-1044)
  - Neder-Lotharingen: Gozelo I (1023-1044)
  - Leuven: Hendrik I (1015-1038), Otto (1038-1041, onzeker), Lambert II (1038/1041-1054)
  - Luik: Reginhard (1025-1038), Nithard (1039-1042)
  - Luxemburg: Hendrik II (1026-1047)
  - Namen: Robrecht II (1013-1031), Albrecht II (1031-1062)
  - Utrecht: Bernold (1027-1054)
  - Vlaanderen: Boudewijn IV (988-1035), Boudewijn V (1035-1067)
  - Wassenberg: Gerard I Flamens (1021-1042)

- Duitsland (Heilige Roomse Rijk): Koenraad II (1024-1039), Hendrik III (1039-1056)
  - Bar: Frederik III van Lotharingen (1027-1033), Sophia (1033-1093)
  - Beieren: Hendrik VI (1027-1042)
  - Bohemen: Oldřich (1012-1033, 1034), Jaromir (1033-1034), Břetislav I (1035-1055)
  - paltsgraafschap Bourgondië: Reinoud I (1026-1057)
  - Gulikgouw: Gerard II (1029-1081)
  - Istrië: Poppo I (1012-1044)
  - Karinthië: Adalbero van Eppenstein (1011-1035), Koenraad II (1035-1039), koning Hendrik III (1039-1047)
  - Kleef: Rutger I (ca. 1033-1050)
  - Opper-Lotharingen: Frederik III (1027-1033), Gozelo I (1033-1044)
  - Meißen: Herman I (1009-1038), Ekhard II (1038-1046)
  - Noordmark: Bernard II van Brandenburg (1018-1044)
  - Oostenrijk: Adalbert (1018-1055)
  - Saksen: Bernhard II (1011-1059)
  - Weimar: Willem III (1003-1039), Willem IV (1039-1070)
  - Zwaben: Ernst II (1015-1030), Herman IV (1030-1038), koning Hendrik III (1038-1045)

- Frankrijk: Robert II (996-1031), Hendrik I (1031-1060)
  - Angoulême: Aldwin II (1028-1032), Godfried (1032-1048)
  - Anjou: Fulco III (987-1040)
  - Aquitanië: Willem V (995-1030), Willem VI (1030-1038), Otto (1038-1039), Willem VII (1039-1058)
  - Armagnac: Bernard II (1011-1063)
  - Blois: Odo II (1004-1037), Theobald III (1037-1089)
  - Boulogne: Boudewijn II (990-1033), Eustaas I (1033-1049)
  - hertogdom Bourgondië: Robert II van Frankrijk (1004-1031), Robert I (1031-1076)
  - Chalon: Hugo I (987-1039), Theobald (1039-1065)
  - Champagne en Meaux: Odo II van Blois (1021-1037), Stefanus II (1037-ca.1047)
  - Chiny: Lodewijk II (1025-1066)
  - Dammartin: Manasses (?-1037), Odo (1037-1061)
  - Eu: Gilbert van Brionne (1015-1040)
  - Foix: Bernard Rogier (1011-1034), Rogier I (1034-1064)
  - Gascogne: Sancho Willem (1009-1032), Otto (1032-1039), Bernard II van Armagnac (1039-1062)
  - Mâcon: Otto II (1004-1049)
  - Maine: Herbert I (1014-1036), Hugo IV (1036-1051)
  - La Marche: Bernard I (1005-1047)
  - Nevers: Reinoud I (1028-1040)
  - Normandië: Robert de Duivel (1028-1035), Willem de Bastaard (1035-1087)
  - Penthièvre: Odo I (1035-1079)
  - Provence: Willem III (1014-1037), Willem IV (1018-1030), Fulco (1018-1051), Godfried I (1018-1062), Emma (1037-1062)
  - Toulouse: Willem III (978-1037), Pons (1037-1060)
  - Valois - Rudolf III (1017-1038), Rudolf IV (1038-1074)
  - Vendôme: Adelheid en Fulco (1028-1032), Godfried I (1032-1056)
  - Vermandois: Otto (1010-1045)
  - Vexin en Amiens: Drogo (1017?-1035), Wouter III (1035-1063)

- Iberisch schiereiland:
  - Aragon: Ramiro I (1035-1063)
  - Barcelona: Berengarius Raymond I (1018-1035), Raymond Berengarius I (1035-1076)
  - Castilië: Sancho III van Navarra (1029-1035), Ferdinand I van Leon (1035-1065)
  - Cordoba: Hisham III (1026-1031)
  - Leon: Bermudo III (1028-1037), Ferdinand I (1037-1065)
  - Navarra: Sancho III (1000-1035), Garcia III (1035-1054)
  - Portugal: Mendo Nunes (1028-1050)
  - Toledo: Al-Zahir (1035-1043)

- Groot-Brittannië en Ierland
  - Engeland: Knoet de Grote (1016-1035), Harold I (1035-1040)
  - Deheubarth: Rhydderch ab Iestyn (1023-1033), Hywel ab Edwin (1033-1044)
  - Gwynedd: Iago ab Idwal (1023-1039), Gruffydd ap Llywelyn (1039-1063)
  - Powys: Rhydderch ab Iestyn (1023-1033), Iago ab Idwal (1033-1039), Gruffydd ap Llywelyn (1039-1063)
  - Schotland: Malcolm II (1005-1034), Duncan I (1034-1040)

- Italië
  - Benevento: Landulf V (987/1014-1033), Pandulf III (1033-1051), Landulf VI (1038-1051)
  - Monferrato: Willem III (991-1042)
  - Napels: Sergius IV (1002-1036), Johannes V (1036-1050)
  - Savoye: Humbert Withand (1003-1048)
  - Sicilië: al-Akhal (1019-1037)
  - Toscane: Bonifatius III (1027-1052)
  - Venetië (doge): Pietro Barbolano (1026-1030), Orso Orseolo (regent, 1030-1031), Domenico Orseolo, Domenico Flabanico (1032-1043)

- Scandinavië
  - Denemarken: Knoet de Grote (1018-1035), Hardeknoet (1035-1042)
  - Noorwegen: Knoet de Grote (1028-1035), Magnus I (1035-1047)
    - onderkoning: Sven Knoetsson (1030-1035)

  - Zweden: Anund Jacob (1022-1050)

- Balkan
  - Byzantijnse Rijk: Romanos III (1028-1034), Michaël IV Paphlagon (1034-1041)
  - Kroatië: Krešimir III (997-1030), Stefanus I (1030-1058)

- Arelat (Bourgondië): Rudolf III (993-1032)
- Bretagne: Alan III (1008-1040)
- Hongarije: Stefanus I (997-1038), Peter Orseolo (1038-1041)
- Kiev: Jaroslav de Wijze (1019-1054)
- Polen: Mieszko II Lambert (1025-1031, 1032-1034), Bezprym (1031-1032), Casimir I (1039-1058)

### Azië
- China (Song): Renzong (1022-1063)
  - Liao: Shengzong (982-1031), Xingzong (1031-1055)
  - Westelijke Xia: Jingzong (1038-1048)
- Georgië: Bagrat IV (1027-1072)
- Ghaznaviden (Perzië): Mahmud (998-1030), Muhammad (1030), Masud I (1030-1041)
- India
  - Chalukya: Jayasimha II (1015-1042)
  - Chola: Rajendra I (1012-1044)
- Japan: Go-Ichijo (1016-1036), Go-Suzaku (1036-1045)
- Karachaniden: Yusuf Qadir Khan (1026-1032)
- Khmer-rijk (Cambodja): Suryavarman I (1006-1050)
- Korea (Goryeo): Hyeonjong (1009-1031), Deokjong (1031-1034), Jeongjong (1034-1046)
- Mataram: Erlangga (1019-1042)
- Seltsjoeken: Togrul Beg (1037-1063)
- Vietnam: Ly Thai Tong (1028-1054)

### Afrika
- Fatimiden (Egypte): Abu Hashim 'Ali al-Zahir (1021-1036), Abu Tamil Ma'ad al-Mustansir (1036-1094)
- Maghrawaden (Fez): Hammama (1026-1033, 1038-1040)

### Religie
- paus: Johannes XIX (1024-1032), Benedictus IX (1032-1044)
- patriarch van Alexandrië (Grieks): Georgius II (1020-1052)
- patriarch van Alexandrië (koptisch): Zacharias (1004-1032), Sjenoeda II (1032-1046)
- patriarch van Antiochië (Grieks): Petrus III (1028-1051)
- patriarch van Antiochië (Syrisch): Johannes VII bar Abdun (1004-1033), Dionysius IV Yahya (1034-1044)
- patriarch van Constantinopel: Alexius I Studites (1025-1043)
- katholikos-patriarch van Geheel Georgië: Melkisedek I (1001-1030, 1039-1045), Okropir II (1031-1039)
- kalifaat van Bagdad (Abbasiden): al-Qadir (991-1031), Al-Qa'im I (1031-1075)

- aartsbisdom Bremen-Hamburg: Liawizo II (1029-1032), Herman (1032-1035), Adalbrand (1035-1043)
- aartsbisdom Canterbury: Æthelnoth] (1020-1038), Eadsige (1038-1050)
- aartsbisdom Keulen: Pilgrim (1021-1036), Herman II (1036-1056)
- aartsbisdom Maagdenburg: Hunfried (1023-1051)
- aartsbisdom Reims: Ebles I de Roucy (1021-1033), Guido van Châtillon (1033-1055)
- aartsbisdom Trier: Poppo van Babenberg (1016-1047)

<< · 1030 · 1031 · 1032 · 1033 · 1034 · 1035 · 1036 · 1037 · 1038 · 1039 · >>
<< · 1000-1009 · 1010-1019 · 1020-1029 · 1030-1039 · 1040-1049 · 1050-1059 · 1060-1069 · 1070-1079 · 1080-1089 · 1090-1099 · >>